# Max Heindel
Max Heindel, nascido Carl Louis Fredrik Graßhoff (Aarhus, Dinamarca; 23 de Julho de 1865 — Oceanside, Califórnia, 6 de Janeiro de 1919), foi um ocultista, astrólogo e místico cristão dinamarquês de origem alemã, radicado nos Estados Unidos. Entre os estudantes dos seus ensinamentos é reconhecido como o maior místico do século XX no ocidente.

## Infância
Max Heindel nasceu na família real dos Von Grasshofs, que estavam ligados à Corte Germânica durante a vida do Príncipe Bismark. O seu pai, François L. von Grasshoff, emigrou, ainda em jovem, para Copenhague, Dinamarca, onde casou com uma mulher da nobreza dinamarquesa. Tiveram dois filhos e uma filha. O mais velho destes filhos era Carl Louis von Grasshof, que viria mais tarde a adoptar o nome "Max Heindel", quando de sua imigração para os Estados Unidos. O seu pai faleceu quando Max Heindel tinha seis anos de idade, deixando a mãe com três filhos pequenos e em circunstâncias muito difíceis. A sua infância foi vivida numa pobreza remediada, sendo que a sua mãe fazia um grande sacrifício para que o pequeno rendimento que tinha chegasse para proporcionar tutores privados aos seus filhos e sua filha. Era sua intenção dar-lhes uma educação apropriada para que estes pudessem, um dia mais tarde, ocupar o seu lugar por direito de nascença como membros da nobreza.

## Experiência de vida
Aos dezesseis anos, recusando um futuro que se previa entre a classe da nobreza, deixou a casa materna para entrar nos estaleiros navais de Glasgow, na Escócia, e aí aprender a profissão de engenharia. Cedo foi escolhido para Engenheiro Chefe de um navio comercial, posição que o levou a viagens por todo o mundo e lhe proporcionou uma grande conhecimento acerca do mundo e dos seus povos. Posteriormente, durante alguns anos foi Engenheiro Chefe de um dos maiores navios a vapor de passageiros da Cunard Line, que fazia a travessia entre a América e a Europa. De 1895 a 1901 tornou-se engenheiro consultor em Nova Iorque, embora não tivesse êxito, e durante este tempo teve um casamento efêmero, que terminaria com a morte de sua esposa, em 1905. Deste casamento nasceram um filho e duas filhas.
Max Heindel mudou-se para Los Angeles, Califórnia, em 1903, para procurar trabalho. Entretanto, devido ao sofrimento durante a sua dura infância, que inclusive lhe trouxe problemas de saúde que nunca ficaram sarados, e a acontecimentos infelizes na sua vida recente, começou nesta altura a crescer em seu íntimo a necessidade de compreender as causas dos sofrimentos da humanidade. Nesta fase de sua vida interessou-se pelo estudo da metafísica e, após ter presenciado um conjunto de palestras pelo teosofista C.W. Leadbeater, juntou-se à Sociedade Teosófica de Los Angeles, da qual foi vice-presidente em 1904 e 1905. Tornou-se também vegetariano e iniciou o estudo da astrologia, tendo descoberto nela a chave com a qual conseguia desvendar os mistérios na natureza interna do homem. Nesta altura conheceu Augusta Foss que se interessava também por linhas similares de pesquisa e pela astrologia; ela viria a ser a sua futura esposa. Contudo, a sobrecarga de trabalho neste período e privações por que passava trouxeram-lhe um problema cardíaco severo que durante meses o colocou entre a vida e a morte. Após a recuperação verificou que se encontrava mais sensível do que nunca às necessidades da humanidade. Diz-se que durante este período em que se encontrava internado, terá passado a maior parte do tempo fora do corpo, procurando e trabalhando conscientemente nos planos invisíveis.
De 1906 a 1907 começou, por iniciativa própria, um conjunto de conferências para divulgar o seu conhecimento do oculto. Estas conferências iniciaram-se primeiro em São Francisco e depois na parte norte dos Estados Unidos em Seattle. Após uma série de conferências nesta última cidade, foi novamente forçado a passar algum tempo no hospital com novo problema cardíaco. Mesmo assim, quando ainda em recuperação, continuou o seu trabalho de conferências na parte noroeste do país.

## Iniciado Rosacruz
No Outono de 1907, durante um período de conferências de bastante sucesso, viajou para a Berlim, Alemanha com a sua amiga Alma von Brandis, que durante vários meses o tentava persuadir para assistir a um ciclo de conferências de um professor do oculto chamado Rudolf Steiner. Durante a sua estadia na Alemanha, Heindel nutriu uma grande estima pela personalidade deste conferencista, conforme mais tarde o expressa numa dedicatória da sua obra magna, mas simultaneamente entendeu que este professor tinha pouco para lhe oferecer. Foi então, já decidido em sua mente a retornar e desiludido por haver parado o trabalho de sucesso que se encontrava a desenvolver na América para poder fazer esta viagem, que Heindel reporta haver sido visitado por um Ser Espiritual (envolvido no corpo vital).
Este suposto Ser identifica-se posteriormente como um Irmão Maior da Ordem Rosacruz. Conforme Heindel posteriormente menciona, este Irmão Maior facultou-lhe informação concisa e lógica que estava para além do que ele seria capaz de escrever. Mais tarde soube que durante a visita anterior ele foi colocado, sem o disso ter noção, perante um teste para determinar o seu mérito para ser mensageiro dos Ensinamentos da Sabedoria Ocidental. Ele conta que apenas após este teste lhe terá sido dada instrução de como alcançar o Templo etérico da Rosa Cruz, na Baviera, próximo à fronteira com a Boémia, e neste Templo Max Heindel teria estado em comunicação directa e sob instrução pessoal dos Irmãos Maiores da Ordem Rosa Cruz. A Ordem Rosacruz é descrita como sendo composta por doze Irmãos Maiores, reunidos em torno de um décimo terceiro que é a Cabeça invisível da Ordem. Estes grandes Adeptos, pertencentes à evolução humana mas havendo avançado muito para além do ciclo do renascimento, são descritos como pertencendo ao conjunto de exaltados Seres que guiam a evolução da humanidade, os Seres Compassivos.

### Obra magna
Heindel voltou à América no verão de 1908 onde de imediato iniciou a formulação dos Ensinamentos Rosacruzes, que, segundo ele, havia recebido dos Irmãos Maiores, tendo-os publicados em um livro intitulado Conceito Rosacruz do Cosmos em 1909. É uma obra de referência na prática do Cristianismo místico e na literatura de estudo do ocultismo, contendo os fundamentos do Cristianismo esotérico numa perspectiva Rosacruz. O Conceito contém um esboço detalhado dos processos de evolução do homem e do universo, correlacionando ciência com religião.

### Escola esotérica
De 1909 a 1919, sofrendo de um grave problema de coração e com uma situação financeira adversa, diz-se que Max Heindel conseguiu realizar a grande obra para os Irmãos da Rosa Cruz, com o auxílio, apoio e inspiração de Augusta Foss, a quem se juntou em casamento em 1910. Deu palestras de muito sucesso sobre os ensinamentos rosacruzes e enviou lições de correspondência para os estudantes, que entretanto haviam formado grupos de estudo em várias cidades, escreveu volumes (que se encontram traduzidos para muitas línguas pelo mundo) e fundou a Fraternidade Rosacruz em 1909/1911 em Mount Ecclesia, Oceanside (Califórnia); publicou a revista Cristã esotérica Rays from the Rose Cross em 1913 e, acima de tudo, lançou o Serviço de Cura Espiritual da Fraternidade.
Por último, é digno de menção que o trabalho preparado por Max Heindel, tem sido, desde então, continuado pelos estudantes dos Ensinamentos da Sabedoria Ocidental que, como Auxiliares Invisíveis da humanidade, assistem os Irmãos Maiores da Ordem da Rosa Cruz a realizar a Cura Espiritual por todo o mundo. Este é referido com o trabalho especial na qual a Ordem Rosacruz está interessada e é providenciado de acordo com os comandos de Cristo, nomeadamente, "Pregai o evangelho e curai os doentes".

## Escritos
- The Rosicrucian Cosmo-Conception, primeira edição em 1909 (ISBN 0-911274-34-0) www www2 (1911 ed.) www3 (1920 ed.)
- The Rosicrucian Christianity Lectures (ISBN 0-911274-84-7) www
- The Rosicrucian Philosophy in Questions and Answers - Volume I (ISBN 0-911274-89-8) www www2
- The Rosicrucian Philosophy in Questions and Answers - Volume II (ISBN 0-911274-90-1) www www2
- The Rosicrucian Mysteries (ISBN 0-911274-86-3) www a review www2 www3
- Letters to Students (ISBN 0-911274-09-X) www
- Gleanings of a Mystic (1922) (ISBN 0-911274-87-1) www www2
- Mysteries of the Great Operas (1922) (ISBN 0-911274-88-X) www www2
- Teachings of an Initiate (ISBN 0-911274-19-7) www
- Ancient and Modern Initiation (ISBN 0-911274-82-0) www
- The Web of Destiny (1920) (ISBN 0-911274-17-0) www www2
- Freemasonry and Catholicism (1919) (ISBN 0-911274-04-9) www www2 www3
- The Vital Body (ISBN 0-911274-16-2) www
- The Desire Body (ISBN 0-911274-03-0) www
- The Rosicrucian Principles of Child Training (ISBN 0-911274-62-6) www
- How Shall We Know Christ at His Coming? (ISBN 0-911274-64-2) www www2
- The Mystical Interpretation of Christmas (1920) (ISBN 0-911274-65-0) www www2
- The Mystical Interpretation of Easter (ISBN 0-911274-69-3) www
- Nature Spirits and Nature Forces (ISBN 0-911274-70-7) www
- The Message of the Stars (ISBN 0-911274-18-9) www www2
- Simplified Scientific Astrology (ISBN 0-911274-01-4) www www2
- Astro-Diagnosis - A Guide to Healing (ISBN 0-911274-06-5) www
- Occult Principles of Health and Healing (ISBN 0-911274-81-2) www
- Blavatsky and The Secret Doctrine, de suas palestras de 1905/6 (editado em 1933; Introdução por Manly Palmer Hall) www,  an addendum
- New Age Vegetarian Cookbook, 492 páginas.